# Jacques Fusina
Jacques (ou Ghjacumu) Fusina est un écrivain, poète et enseignant corse né le 1er décembre 1940 à Ortale.

## Biographie
Jacques Fusina est né le 1er décembre 1940 à Ortale, en Castagniccia. Après une scolarité dans son village, il poursuit ses études au lycée de Bastia, l'actuel collège Simon Vinciguerra.
Il fait des études supérieures à Paris, à la Sorbonne. Puis il enseigne la littérature en région parisienne.
Il revient en Corse en 1981. Il devient alors conseiller technique du recteur d'académie chargé de l'inspection pédagogique régionale et chargé de mission auprès du ministère de l'Éducation nationale pour mettre en œuvre l'enseignement du corse.
Docteur ès études occitanes à l'Université de Montpellier et docteur ès Sciences de l'Éducation à Paris, il a enseigné les lettres et les sciences de l'éducation à l'Université de Corse. C'est lui qui a créé le département des sciences de l'éducation à l'Université de Corse, où il a dirigé plusieurs projets de recherche (troisième cycle et doctorat).
Il a également été président du Conseil culturel de Corse (de 1989 à 1991).

## Ecriture
Jacques Fusina commence à écrire des poèmes en français et en corse. Il participe à la revue littéraire Rigiru.
Poète et militant culturel né pendant la période du "Riacquistu", il fait partie de la génération d'écrivains des années 1970 appelée « A Leva di u Settanta », avec Jacques Thiers ou Ghjuvan Ghaseppiu Franchi.
Il a reçu le Prix du Livre Corse et le prix de la Région en 1987 pour son recueil de poèmes E Sette Chjappelle.

## Poèmes chantés par des groupes musicaux corses
Beaucoup de ses poèmes ont été chantés par des groupes et des chanteurs corses célèbres tels que Canta u Populu Corsu, Felì, Petru Guelfucci ou I Muvrini.
Parmi les plus grands succès on peut citer pour I Muvrini : Amareni, Brame, Assenza, Rispondimi iè, Rivecu, À mare bellu, Sole d'aprile, Appena cum'è tè, Trà more è campà.
Chantés par Canta u Populu Corsu : Amicu ci sì tù, À galuppà, Citatella da fà, Ci hè dinù,  L'odore di i nostri mesi, Preghera, Più chè u sole, Quandi a terra  move, Scorsa la vita, Viaghji.
Antone Ciosi a chanté Amicizia è fratellenza, Bastia ricordi, Cantu per un'isula, Cantu natalescu, Muvra corsa, L'attempati, Dumane, Giuventù, Fiuminale,  Ghjiseppu è Lillia, Hè mezanotte, Notte santa, Natale d'amore, Paghjella vultaticcia, Quantu si cambiata, u to nome, Idea di u vultà, Isula, Settembre, O Donne.
Petru Guelfucci a chanté Isula idea, A canzona di l'acqua, Paisaghji, Puesia hè libertà, Zitelluccia di Rumenia.
Des artistes tels que Pierre Dieghi, Patrizia Gattececa, Tony Toga, Tavagna, A Filetta, I Fratelli, Eric Mattei, L'Albinu, Tramuntana, Patrizia Poli, Diana di l'Alba, Giramondu, Ghjuvanpaulu Poletti, Jean Cuiconi, Jacky Micaelli, Patrick Fiori, Sylvie Bonello, Tony Sampieri, Josée Filippini ou encore Pascal Olmeta ont également chanté ses poésies.

## Autres
Ghjacumu Fusina a fait l'objet d'un documentaire, Chjamu a puesia, diffusé sur France 3 Corse Via Stella, réalisé par Cyrille Claus ainsi qu'un autre réalisé par Jean-Charles Marsily, intitulé simplement Ghjacumu Fusina, diffusé par la même chaine. 

## Publications
Parmi les œuvres les plus importantes de Jacques Fusina on trouve 
- Soleils Revus : recueil de poèmes, 1969
- E Sette Chjapelle[7] : recueil de poèmes et de textes courts en langue corse, publié entre 1986 et 1987.
- Prose Elzevire[8] : recueil de poèmes
- Contrapuntu :livre d'art, avec calligrammes et textes de Peter Berger.
- Poesia corsa :présentation de poésie en langue corse depuis 1995, écrite en italien et publiée en Sardaigne (revue Erbafoglio ).
- Versu Cantarecciu[9]  : recueil de poèmes publié en 1996.
- Pinochjo :Traduction de 2001 au fil de l'histoire de Pinocchio
- Canta u Populu Corsu[10] : Collaboration à l'ouvrage collectif sous la direction de François Diani qui retrace l'histoire du groupe (Albiana, 1993), prix du livre corse 1993.
- Parlons corse[11] : un livre relatif à la langue corse, expliquant sa grammaire et d'autres aspects.
- Histoire de l'école en Corse[12] (collectif) sous la direction de Jacques Fusina.
- Cantilena veranile : livre avec illustrations en corse, pour enfants.
- Ecrire en corse[13] : Synthèse sur la littérature d'expression corse.
- Le dossier Félix Decori[14] : roman
- U mo Petru Cirneu[15] : essai sur le prêtre et historien du XVe siècle Petru Cirneu traduit en français sous le titre de Moi, Pietro Cirneo : roman historique[16],[17]
- Le petit soldat[18] : roman